# جقمقلر (أديامان)
جقمقلر (بالتركية: Çakmaklar)‏ هي قرية تتبع إداريّاً لمديرية أديامان في محافظة أديامان التركية الواقعة في جنوب شرق الأناضول. وبلغ عدد سكانها 259 نسمة في عام 2021.